# Кубинка II
Кубинка II (Кубинка-Друга) — залізнична станція Великого кільця МЗ в Одинцовському районі Московської області.
На станції — 2 головні колії, на захід від них розташовано не менше 7 додаткових станційних колій для відстою поїздів.
Дві пасажирські низькі платформи розташовані у двох головних колій: острівна (між ними) і берегова у другої (найсхіднішої) колії. Квиткові каси відсутні.
Станція є кінцевою для п'яти пар електропоїздів, прямуючих від Бекасово I. Також через станцію прямують 3 пари електропоїздів до/з Поварово II. Квитки для проїзду можна придбати безпосередньо в електропоїздах у роз'їзних касирів.
На пристанційній території (у східної берегової платформи) розташована двоповерхова адміністративна будівля, житлові будинки станційних робітників та декілька господарських будівель. Залізничні будівлі та споруди витримані у кольоровій гамі, характерної для Смоленського напрямку Московської залізниці.
Станція є вузловою: на північ — двоколійний перегін до станції Лукіно, від південної горловини станції прямують три колії на розв'язці з радіальним Смоленським напрямком, дві з яких прямують до станції Кубинка I, а третя прямує у південному напрямку через міст над коліями Смоленського напрямку МЗ безпосередньо до станції Акулово, минаючи Кубинку-1 (одноколійний перегін), на цій же колії трохи далі знаходяться стрілки на колію № 8 до Кубинки I і до військової частини, також відносяться до станції Кубинка II. Цією ж колією прямують виключно вантажні і транзитні швидкі поїзди. Всі електропоїзди Дєтково — Кубинко II і Бекасово-Сортувальне — Кубинка II прямують через станцію Кубинка I. Так як обидві сполучні колії прямують до східної горловині станції Кубинка I в одному напрямку (на Вязьму), беззупинний рух поїздів від станції Кубинка II в сторону Москви-Смоленської неможливий.
Також від станції Кубинка II прокладено під'їзні колії до кількох поруч розташованих військових частин. Одна колія на північний захід покинута і не використовується.
Середній час руху електропотяга від Кубинки II до Кубинки I — 7 хвилин. До платформи 165 км (перехід на станцію Маніхіно I) — 48 хвилин. До станції Маніхіно I через станцію Маніхіно II — 1 година 9 хвилин.